# Костричи
Ко́стричи (бел. Кострычы) — деревня в Кировском районе Могилёвской области Республики Беларусь.

## Географическое положение
Относится к Любоничскому сельсовету. Близлежащие населённые пункты: деревни Костричская Слободка, Дуброва, Власовичи.
Костричи находятся в 8 км от автомобильной магистрали М5 Минск — Бобруйск — Жлобин — Гомель в 155 км от Минска и в 28 км от Бобруйска.

### Водная система
Река Костричка, приток Ольса.

## История
Первое упоминание относится к XVII веку. Название происходит либо от названия травянистого растения кострица или от бытового термина  при обработке льна. "Пачыналі трапаць лён, а з яго сыплецца кастрыца". В 1560 году- село. В 1909 году в деревне 91 двор, 620 жителей, относилось к  Любоничской волости Бобруйского уезда Минской губернии.

## Население
По состоянию на 2009 год в деревне проживает около 109 человек постоянных жителей, в летний сезон презжают дачники. Имеются свободные земельные участки и дома на продажу. На 1 января 2017 года в деревне насчитывалось 44 хозяйства, в которых проживал 61 житель.